# Dark Days
Dark Days (с англ. — «Тёмные дни») — третий студийный альбом американской ню-метал-группы Coal Chamber, выпущенный 7 мая 2002 года на лейбле Roadrunner Records. Это первый альбом, в записи которой участвовала новая бас-гитаристка группы Надя Пойлен — она заменила Райану Фосс-Роуз, которая покинула группу после записи альбома. Так же Dark Days стал последним релизом группы, после которого Coal Chamber распались по причине музыкальных разногласий. Вскоре, в 2015 году группа вновь объединилась и выпустила альбом Rivals.
С альбома был выпущен один единственный сингл — «Fiend» в 2002 году, на который был снят видеоклип, показывающий группу то репетирующей в гараже, то выступающей перед фанатами на концерте.
Альбом получил преимущественно смешанные отзывы, но при этом он является самым популярным среди фанатов группы. Dark Days считается самым агрессивным и тяжёлым альбомом группы, в то время как предыдущие релизы группы были мягче по звучанию. Альбом в основном сочетает в себе стили первого и второго альбомов, скрещивая элементы ню- и готик-метала.

## Об альбоме
Dark Days был записан в 2002 году. Басистка Райана Фосс-Роуз покинула группу после записи этого альбома в связи с рождением дочери от барабанщика группы Sevendust Моргана Роуза. Ей нашли замену в лице Нади Пойлен, которая заменяла Райану во время беременности между двумя альбомами группы. Райана поссорилась с фронтменом Дез Фафарой, сказав, что она и её муж «нашли Христа» и она навсегда покидает Coal Chamber.
В мае 2002 года было объявлено о распаде Coal Chamber после ссоры между двумя участниками группы — вокалистом Дез Фафарой и гитаристом Мигелем Расконом во время шоу в Лаббоке, штат Техас. После словесной перепалки Мигель ударил Деза гитарой по голове, после чего фронтмен заявил, что «это последнее выступление Coal Chamber» и покинул сцену. Группа продолжила выступать без участия вокалиста, но вскоре прекратила шоу. Перед тем как покинуть сцену барабанщик Майк Кокс разбил свою ударную установку. Спустя долгое время Coal Chamber всё же сыграли летом на фестивале Last Call with Carson Daly, где по-мимо них так же выступали группы American Head Charge, Lollipop Lust Kill и Medication. Это было последнее живое выступление группы.
Позже Дез выпустил пластинку под названием Giving the Devil His Due — сборник, состоящий из би-сайдов, ремиксов и демоверсий песен Coal Chamber. После он приступил к работе в своей группе DevilDriver.
Песня «Glow» вошла в саундтрек кинофильма Царь скорпионов. Композиция под названием «Something Told Me» входит в саундтрек к фильму Обитель зла.

## Список композиций
Автор текстов песен Дез Фафара. Музыка — Coal Chamber, за исключением песни «Rowboat» — Саймон Дэниелс.
| №   | Название                   | Длительность |
| --- | -------------------------- | ------------ |
| 1.  | «Fiend»                    | 3:01         |
| 2.  | «Glow»                     | 3:12         |
| 3.  | «Watershed»                | 2:37         |
| 4.  | «Something Told Me»        | 3:24         |
| 5.  | «Dark Days»                | 3:40         |
| 6.  | «Alienate Me»              | 3:18         |
| 7.  | «One Step»                 | 2:39         |
| 8.  | «Friend?»                  | 3:34         |
| 9.  | «Rowboat» (Кавер на FLOOD) | 4:49         |
| 10. | «Drove»                    | 3:13         |
| 11. | «Empty Jar»                | 3:53         |
| 12. | «Beckoned»                 | 4:03         |

| №   | Название                   | Длительность |
| --- | -------------------------- | ------------ |
| 13. | «Anxiety»                  | 3:15         |
| 14. | «Save Yourself»            | 3:27         |
| 15. | «One Step (Chop Shop Mix)» | 2:39         |

## Участники записи
| Coal Chamber - Дез Фафара — вокал - Мигель Раскон — бэк-вокал, гитара - Райана Фосс-Роуз — бас-гитара - Майк Кокс — барабаны | Производственный персонал - Росс Хогарт — продюсер, микширование, звукорежиссёр - Тед Дженсен — мастеринг - Джереми Блейр — ассистент звукорежиссёра - Пол Р. Браун — графический дизайнер, фотограф |